# 火山碎屑盾狀火山
火山碎屑盾狀火山（Pyroclastic shield）是罕見的盾狀火山類型，由爆炸性噴發（explosive eruption）的火山碎屑形成，而一般盾狀火山則在裂縫噴溢（fissure eruption）的玄武岩熔岩形成。這類火山出現在南美洲的中安地斯山脈、美拉尼西亞的布干維爾島和非洲的庫西山。

## 外部連結
- Pyroclastic Shield Volcano - John Seach （页面存档备份，存于）